# Laura Moore
Laura Moore (* 1963 in New York City; bürgerlich Amey Begley Larmore) ist eine US-amerikanische Autorin.
Begley ist eine Tochter des Schriftstellers Louis Begley und dessen erster Ehefrau Sally Higginson. Unter dem Pseudonym Laura Moore veröffentlichte sie mehrere Romane, von denen einige auch auf Deutsch erschienen.
Mit ihrem Mann, dem Philosophieprofessor Charles Larmore, lebt sie in Providence, Rhode Island.

## Werke
- Ride A Dark Horse
  - dt.: Melodie des Frühlings. Aus dem Amerikan. von Marion Koppelmann. Heyne 2003, ISBN 3-453-86473-5
- Chance Meeting
  - dt.: Ein Versprechen im Wind. Aus dem Amerikan. von Marion Koppelmann. Heyne 2003, ISBN 3-453-87006-9
- Night Swimming
  - dt.: Nachtschwimmen. Aus dem Amerikan. von Anke und Eberhard Kreutzer. Heyne 2006, ISBN 978-3-453-40147-1
- In Your Eyes
- Remember Me
- Believe in Me
- Trouble Me
- Once Tempted
- Once Tasted